# Петрыкино (Дорогобужский район)
Петрыкино — Деревня в Дорогобужском районе Смоленской области России. Входит в состав Ушаковского сельского поселения. 
Население — 22 жителя (2007 год). 
Расположена в центральной части области в 22 км к юго-востоку от Дорогобужа, в 21 км восточнее автодороги Р137 Сафоново — Рославль. В 29 км южнее от деревни находится железнодорожная станция Коробец на линии Смоленск-Сухиничи. 

## История
В годы Великой Отечественной войны деревня была оккупирована гитлеровскими войсками в октябре 1941 года, освобождена в сентябре 1943 года.